# Муригьол
Муригьол (на румънски: Murighiol) е село в окръг Тулча, Северна Добруджа, Румъния.